# Manbij

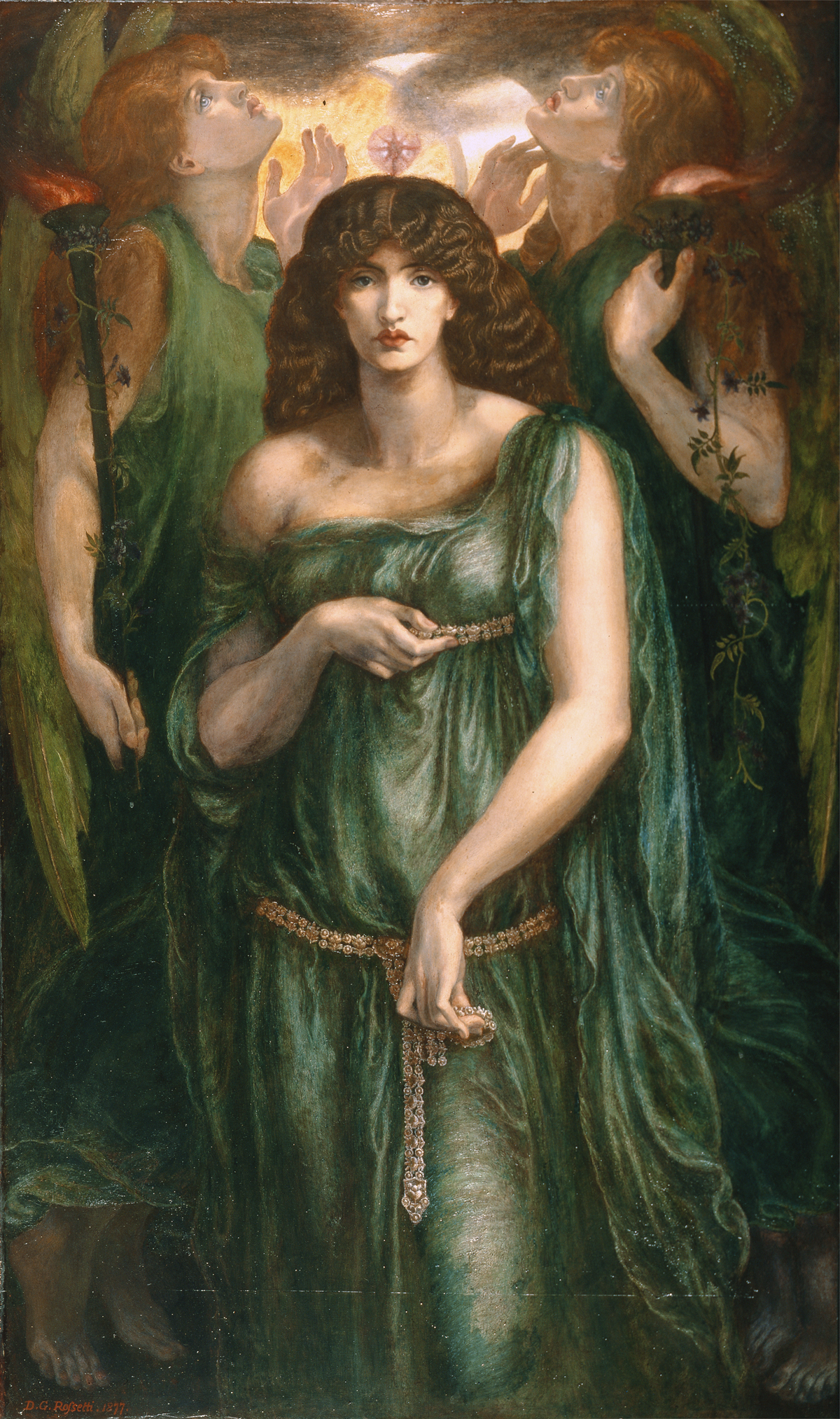
Godin Astarte of Dea Syria

Manbij (uitspraak: Manbidzj) of Hierapolis Bambyce is een plaats in het Syrische gouvernement Aleppo.

## Historiek
Manbij heeft in het verleden andere namen gehad. In de Oudheid was de Aramese naam Manbug of Mnbg. Voor de Macedoniërs en de dynastie der Seleuciden heette de stad Bambyce; de stedelingen zelf spraken toen van Mabog. Voor de Seleuciden was de stad een halteplaats op de weg tussen Antiochië (westwaarts) en Seleucia aan de Tigris (oostwaarts), twee belangrijke steden in hun rijk. In de stad werd de godin Atargatis vereerd. De verering vond plaats in een groot tempelcomplex met een meer en, centraal in het meer, stond een altaar op een eilandje. De Grieken verkozen daarom de naam Hieropolis of Hierapolis, wat betekent de heilige stad of de stad met het heiligdom. In het Groot-Griekse rijk was Hierapolis een welvarend handelscentrum.
In het Romeinse rijk was de stad Hierapolis een uithoek van de provincie Syria; de grens, de rivier de Eufraat, lag een tiental kilometer ten oosten van de stad. Voor Crassus was het dan ook strategisch aangewezen om in Hierapolis zijn Romeinse troepen samen te brengen alvorens de Eufraat over te steken om Parthen en Mesopotamië aan te vallen. De Romeinen spraken niet over de godin als Atargatis maar wel als Dea Syria (Syrische godin).
In de 3e eeuw, in het late Romeinse Keizerrijk, werd de provincie Syria opgedeeld. Hierapolis werd de hoofdstad van de provincie Augusta Eufratensis, genoemd naar keizer Augustus en de rivier de Eufraat. Hierapolis was, zoals in de Griekse tijd, een machtig handelscentrum, met bovendien een militair en administratief belang voor de Romeinen. Hierapolis werd de zetel van een aartsbisdom. De naam van het aartsbisdom was Hierapolis in Syria.
Ook in het Byzantijnse Rijk bleef Hierapolis een welvarende stad. Voor de Byzantijnen bleef Hierapolis de metropool van de provincie Augusta Eufratensis, soms Eufratensis genoemd. Keizer Justinianus I liet hoge stadsmuren met torens bouwen. De resten zijn nog steeds te zien.
In de periode van de 7e-10e eeuw werd de controle over Hierapolis meerdere keren uitgevochten tussen het Byzantijnse Rijk enerzijds en Arabieren. Het militair belang van de versterkte stad Hierapolis bleef al die tijd bestaan. Kruisvaarders zijn slechts gedurende korte tijd meester geweest van de citadel.
Tijdens het Ottomaans bestuur in Syrië veranderde de oude Grieks-Romeinse naam Hierapolis in Manbij. 
Ook in de Syrische Burgeroorlog is Manbij van strategisch belang. Wie de stad bezit, controleert immers de rechteroever van de Eufraat. In 2016 sprak de Westerse pers over het Manbij-offensief.

## Archeologie
De site van de oude stad Hierapolis ligt enkele kilometers buiten het centrum van de stad Manbij.